# Зебра ајкула
Зебра ајкула (лат. Stegostoma fasciatum) врста је ајкуле и једини представник породице Stegostomatidae. Налази се широм тропског индо-пацифичког океана, а чест је становник коралних гребена и пешчаних равних површина до дубине од 62 метра. Одрасле зебре ајкуле карактеристичне су по изгледу, са пет уздужних гребена на цилиндричном телу, ниском каудалном перајем које заузима готово половину укупне дужине, а такође су и прошаране тамним мрљама на бледој боји тела. Младе зебре ајкуле испод 50—90 центиметара су потпуно другачије обојене, па се њихово тело састоји од светлих вертикалних пруга на смеђем телу и недостају им гребени. Ова врста достиже дужину од 2,5 метра.
Зебре ајкуле су ноћне животиње, а већи део дана одмарају непомично на морском дну. Ноћу активно лове мекушце, ракове, ситне кошљорибе и вероватно морске змије унутар рупа и пукотина у морском дну. Иако су усамљени већи део године, ове животиње формирају велике сезонске групе. Зебра ајкула је овипарна животиња: женке производе неколико десетина великих јајастих капсула, које се закаче за морско дно помоћу лепљивих влакана. С обзиром на то да нису опасне по људе и да их не нападају, као и на то да су издржљиве у заточеништву, зебре ајкуле су популарне атракције у екотуризму и роњењу, као и у јавним акваријумима. Међународна унија за заштиту природе оценила је ову врсту угроженом широм света, јер је лове у већем делу њеног ареала (осим Аустралије) због њеног меса, пераја и уља јетре. Постоје докази да се њен број смањује.

## Таксономија
Зебру ајкулу је први пут описао Албертус Себа као Squalus varius 1758. године (Себа је умро годинама раније; а овај рад је објављен постхумно). Није одређен ниједан примерак типа, иако је Себа навео опсежан опис на латинском језику и тачну илустрацију јувенилне јединке. Милер и Хенле су ову врсту сврстали у род Stegostoma 1837. године, користећи специјски епитет fasciatus (или у неутралном роду fasciatum, јер је Stegostoma у неутралном, док је Squalus у мушком) из рада Блоха и Шнајдера из 1801. године. Компањо је 1984. године одбацио назив „varius/m” а задржао „fasciatus/m”, јер Себа није доследно користио биномијалну номенклатуру у својим описима врста (мада је варијанта Squalus та која се може тумачити као биномијално име). По мишљењу Компања, Гарман је 1913. године први пут употребио „varius/m”. И S. fasciatum и S. varium су тренутно у употреби као латинска имена за ову врсту; до почетка деведесетих већина научника је користила потоње име, али од тада већина прати Компања и користи прво наведено. Таксономски преглед из 2019. године уместо тога тврди је да је S. tigrinum валидно латинско име ове врсте. То је име изостављено у Компањовом прегледу 1984. године, вероватно због збрке око године његовог описивања (у публикацији из 1941. године, Фаулер га је погрешно навео као врсту описану 1795. године). Squalus tigrinus је описао Форстер 1781. године, две године пре него што је Херман описао Squalus fasciatus. Сходно свему овоме, прво и старије је валидно име (Stegostoma tigrinum), док је потоње и млађе његов јуниорски синоним. Како је име које је Форстер предложио 1781. године коришћено у десетинама публикација од 1899, оно није nomen oblitum.
Име рода је изведено од грчког stego што значи „покривен” и stoma што значи „уста”. Специјски епитет fasciatum значи „повезани”, што се односи на пругасте шаре јувенилних јединки. Обојеност јувенилних јединки такође је утицала и на колоквијално име „зебра ајкула”. Назив „леопард ајкула” понекад се користи за одраслу јединку са шарама, али тај назив се обично односи на ајкулу из врсте Triakis semifasciata, а понекад се користи и за тиграсту ајкулу (Galeocerdo cuvier). Због својих различитих шара и пропорција тела, јувенилне и одрасле јединке су историјски описане као одвојене врсте (Squalus tigrinus и S. longicaudatus).

## Филогенија
Постоји снажна морфолошка подршка за смештање зебре ајкуле, кита ајкуле (Rhincodon typus) и ајкула из породице Ginglymostomatidae (Ginglymostoma cirratum, Nebrius ferrugineus и Pseudoginglymostoma brevicaudatum) у засебан кладус. Међутим, различити аутори оспоравају међусобне везе између ових таксона. Дингеркус је 1986. године предложио да је кит ајкула најближи рођак зебри ајкули, па је предложио једну породицу која обухвата свих пет врста из овог кладуса. Компањо је 1988. године предложио сродност између ове врсте и било Pseudoginglymostoma или кладуса који садржи родове Rhincodon, Ginglymostoma и Nebrius. Гото је 2001. сврстао зебру ајкулу као сестринску групу кладуса који садржи родове Rhincodon и Ginglymostoma.

## Опис
Зебра ајкула има цилиндрично тело са великом, благо спљоштеном главом и кратком, тупом њушком. Очи су малене и постављене са стране главе; спиракуле су смештене иза њих и велике су колико и очи или су мало веће. Последња 3 од 5 кратких шкржних прореза постављена су изнад грудног пераја, а четврти и пети прорез су много ближе један другоме. Свака носница има кратак брк и жлеб који се протеже од ње до уста. Уста су скоро равна, са три режња на доњој усни и браздама у угловима. У горњој вилици постоји 28—33 реда зуба, а у доњој 22—32; сваки зуб има велики средишњи шиљак са два мања око њега.
Постоји пет карактеристичних гребена који се налазе дуж тела код одраслих јединки, један по дорзалној средњој линији и два на са стране. Дорзални средњи гребен спаја се са првим леђним перајем, постављеним око половине тела и двоструко је већи од другог леђног пераја. Грудна пераја су велика и широка; карлична и анална пераја су много мања, али већа од другог леђног пераја. Каудално пераје дугачко је готово као и остатак тела, са једва развијеним доњим гребеном и снажним вентралним зарезом близу врха горњег режња. Зебра ајкула достиже дужину од 2,5 метара, уз непотврђени рекорд од 3,5 метара. Мужјаци и женке не показују полни диморфизам када је реч о величини тела.
Младе јединке зебре ајкуле су тамносмеђе боје одозго и светложуте одоздо, са вертикалним жутим пругама и мрљама. Када јединка нарасте на 50—90 центиметара дужине, тамна подручја почињу да нестају, мијењајући општу обојеност од светлих пруга на тамном телу до тамних мрља на светлом телу. Постоје значајне варијације у обојености код одраслих јединки које се могу користити за идентификацију појединачне јединке. Постоји и прилично ретка морфа ове врсте, која се неформално назива пешчана зебра ајкула, а која је у потпуност пешчано-смеђе боје са неупадљивим тамносмеђим пегама на горњој страни, а нема изразите тамне пруге типичне за ову врсту. Изглед јувенилне јединке ове морфе није познат, али субадултне јединке (јувенилне јединке које прелазе у одрасле) ове морфе имају браон тело са пругама. Избледели остаци ових шара често се могу видети код одраслих јединки пешчаних зебра ајкула. Ова морфа, који је генетски неодвојива од обичне морфе, позната је само из околине Малиндија у Кенији, мада су наизглед сличне јединке забележене у Јапану и северозападној Аустралији.
Године 1964. у Индијском океану откривена је делимично албино зебра ајкула. Била је то потпуно бела и потпуно без мрља, али очи су јој биле црнкастосмеђе, што је типично за ову врсту, али што није типично за албино животиње. Ова ајкула, зрела женка дужине 1,9 метара, била је необична по томе што албино животиње ретко преживе дуго у дивљини због немогућности да се прилагоде околини и камуфлирају.

## Распрострањеност и станиште
Зебра ајкула јавља се у тропским водама индо-пацифичког региона, од јужне Африке до Црвеног мора и Персијског залива (укључујући Мадагаскар и Малдиве), до Индије и југоисточне Азије (укључујући Индонезију, Филипине и Палау), на северу према Тајвану и Јапану, на истоку ка Новој Каледонији и Тонги, а на југу ка северу Аустралије.
Као становник морског дна, зебра ајкула се може наћи од интертидалне зоне па до дубина од 62 метара преко континенталног и острвског прага. Одрасле јединке и веће јувенилне јединке чести су становници коралних гребена, кршева и пешчаних подручја. На Филипинима постоје непотврђени извештаји о овој врсти из слатке воде. Зебре ајкуле понекад прелазе пелагијалне зоне како би стигле до изолованих подводних планинских врхова. Забележена су овакви прелази до 140 километара за поједине зебре ајкуле. Међутим, генетски подаци показују да постоји мала размена између популација зебра ајкула, чак и ако су њихови ареали непрекидни.

## Биологија и екологија
Током дана, зебре ајкуле су споре и обично се одмарају на морском дну, понекад се помоћу својих прстенастих пераја подижу на предњи део тела и окренути су струји са отвореним устима како би се олакшало дисање. Канали гребена омиљена су им места за одмор, јер овај тесни простор има бржу воду са више кисеоника. Оне постају активније ноћу или када храна постане доступна. Зебре ајкуле су снажни и окретни пливачи, покрећући се израженим ангулиформним (јегуљастим) таласањем тела и репа. У мирним струјама, виђене су како лебде у месту благо талашући репом.
Зебра ајкула се храни првенствено мекушцима са шкољкама, мада једе и ракове, мале кошљорибе и евентуално морске змије. Танко и флексибилно тело ове ајкуле омогућава јој да се увуче у уске рупе и пукотине у потрази за храном, док јој мала уста и мишићава усна шупљина омогућују стварање снажне силе усисавања којом се извлачи плен. Ову врсту могу ловити веће рибе и морски сисари. Познати паразити зебре ајкуле укључују четири врсте пантљичара из рода Pedibothrium.

### Начин живота
Зебре ајкуле су обично усамљене животиње, иако су забележене групе од 20 до 50 јединки. На југоистоку Квинсленда, свако лето у плиткој води формира се група од неколико стотина зебри ајкула. Ове групе се у потпуности састоје од крупних одраслих јединки, а однос броја женки и мужјака је готово три према један. Сврха ових здруживања још увек није јасна; између ајкула није примећено одређено понашање које се може повезати са парењем. Забележено је да једна одрасла јединка мужјака зебре ајкуле грицка грудно пераје другог одраслог мужјака и гура га уз морско дно; други мужјак је био окренут на леђима и остао је непомичан неколико минута. Ово понашање подсећа на преткопулацијско понашање између мужјака и женки ајкула, а у оба случаја се сматра да грицкањем и држањем репног пераја једна јединка показује своју доминацију над другом.

### Размножавање
Процес удварања зебре ајкуле почиње тако што мужјак прати женку и енергично гризе њено грудно пераје и реп, са периодима у којима је држи за грудно пераје, а обе јединке леже мирно на дну. Понекад то води парењу у којем мужјак увија тело око женке и убацује један од његова два птеригопода (абдоминалне структуре код мужјака ајкула које се користе приликом парења) у њену клоаку. Копулација траје два до пет минута. Зебра ајкула је вивипарна животиња, а женке полажу велике јајастих капсула дужине 17, ширине 8 и дебљине 5 центиметара. Капсула је тамносмеђе до љубичасте боје, а на странама има влакна налик длаци које га причвршћују за подлогу. Лепљива влакна излазе прва из клоаке женка; женка кружи око вертикалних структура на морском дну, попут врхова гребена, да би се влакна заплела, тако да се јаја усидре. Женке су документоване како полажу до 46 јајашаца током 112 дана. Јаја се полажу у серијама од око четири. Репродуктивна сезоналност у природи није позната.
У заточеништву се јаја излегу након четири до шест месеци, у зависности од температуре. Млади су 20—36 центиметара велики и имају пропорционално дуже репове него одрасле јединке. Када је реч о преференцијама станишта младих јединки, оне нису сасвим јасне; један извештај сматра да преферирају дубине веће од 50 метара, док други извештај из Индије сугерише да обитавају у плићим водама него одрасле јединке. Јако изражене пруге код јувенилних јединки потенцијално играју улогу у одбрани од грабљивица, тако што предатору отежава да се усмери на једну јединку у групи младих. Мужјаци достижу сексуалну зрелост када достигну дужину 1,5—1,8 метара, а женке 1,7 метара. Процењује се да је њихов животни век у природи између 25 и 30 година. Постоје два извештаја о женкама зебре ајкуле које су младе донеле на свет бесполним размножавањем. Додатна студија уочила је партеногенезу код женки без обзира на сексуалну историју.

## Интеракција са људима
Питоме и споро покретљиве животиње, зебре ајкуле нису опасне по људе и лако им се може приближити под водом. Међутим, забележено је да су угризле рониоце који су их вукли за реп или су покушали да их јашу. Од 2008. године постоји један запис о нападу ком није претходило било какво провоцирање, мада није било повређених. Они су популарна атракција за рониоце и екотуристе у Црвеном мору, крај Малдива, на тајландским острвима Пукет и Фи Фи, на Великом коралном гребену и другим местима. Многе зебре ајкуле на ронилачким местима навикле су на присуство људи, узимајући храну из руку ронилаца и омогућавајући им да их додирују. Зебре ајкуле добро се прилагођавају у заточеништву па се тако налазе у бројним јавним акваријумиа широм света. Мали, привлачно обојени младунци такође се налазе приватним збиркама, мада ова врста достиже превелике димензије за кућни акваријум.
Зебра ајкула се лови у оквиру комерцијалног риболова у већем делу њеног ареала распрострањења. Месо се продаје свеже или сушено и сољено за људску употребу. Даље, уље јетре користи се за витамине, пераје за супу од ајкуле и изнутрице за рибље брашно. Зебре ајкуле су веома подложне локалној деплецији због тога што живе у плитком станишту, као и због њиховог ниског нивоа ширења међу популацијама, а истраживање тржишта сугерише да су сада много ређе него раније. Такође им прети деградација станишта коралног гребена због људског развоја и деструктивне риболовне праксе попут динамита или тровања. Као резултат тога, Међународна унија за заштиту природе оценила је ову врсту угроженом. Око Аустралије, једина претња овој врсти је веома низак ниво случајног улова и тамо је она оцењена као најмања брига.